# 新加坡摩天观景轮
1°17′21.83″N 103°51′47.63″E / 1.2893972°N 103.8632306°E
新加坡摩天觀景輪是一個位於新加坡的巨型摩天輪。
42層樓高的新加坡摩天輪的輪體直徑達150米，安置在3層的休閒購物中心樓上，總高度達到165米。這一高度超過了160米高的南昌之星和130米的倫敦眼。28個安裝了空調的座艙可以分別容納28名乘客。摩天輪旋轉一周約用30分鐘時間。
摩天輪坐落在濱海中心填海得到的土地上，從摩天輪上可以飽覽新加坡市中心之外，還能遠眺直到約45公里外的景色，包括印度尼西亞的巴淡島、民丹島，以及馬來西亞的柔佛州。
摩天輪的最後一個座艙於2007年10月2日安裝完成，轉體於2008年2月11日開始運轉，2008年3月1日對公眾開放。前三天的門票以每張8888新加坡元（6271美元）的價格銷售一空。開幕典禮於2008年4月15日舉行。

## 歷史
新加坡摩天輪的設想首先產生於2000年代早期，正式計劃開始於2002年。德國Melchers項目管理公司（Melchers Project Management，MPM），東方和太平洋管理公司（Orient & Pacific Management，O&P）合資成立了名為新加坡摩天輪有限公司作為該項目的開發商。MPM和O&P分別占股75%和25%。該項目正式公佈後於2003年6月27日由新加坡旅遊局批准並簽訂諒解備忘錄，正式記錄開發商與旅遊局關於購地程序的協定。備忘錄規定，旅遊局將從新加坡土地管理局購買位於濱海中心的該地塊並出租給新加坡摩天輪有限公司，租期30年，並可選擇延長15年。此外，該地在項目施工期間旅遊局將不收取租金。2003年7月，仲量聯行被指定為該項目的不動產諮詢顧問。竹中工务店和三菱重工被選為承建商，奧雅納負責結構工程研究和設計。
摩天輪最初的設計類似倫敦眼，高度為170米，但被批評缺乏原創性。開發商很快回應稱這一設計並非最終版本，只是用於概念構思用途。後來項目在開發中由於開發商籌措資金上的困難幾乎陷於停頓，原計劃於2005年底完工的摩天輪被無限期的拖延。2005年9月，項目得到兩家德國銀行注資——Delbrueck Bethmann Maffei銀行（荷蘭銀行的子公司）為項目提供1億新元，裕寶聯合銀行提供1.4億新元，項目由此得以復甦。摩天輪在月底開始施工，所獲得的共2.4億新元外資是新加坡娛樂業收到的最大單筆國外投資。
2013年5月28日，清盘公司飞利尔霍德森（Ferrier Hodgson）受委托接管新加坡摩天观景轮有限公司的资产，将在全球范围寻找有兴趣的投资者，但摩天观景轮的日常运作將不會受影响。旅遊公司對「新加坡飛行者」的評價好壞參半，Siam Express的總經理Alex Yip稱，該公司的多項活動充滿創意，例如在摩天輪上吃午餐和晚餐就很有吸引力。但CTC旅遊公司高級副總裁Alicia Seah卻表示，大部分中國遊客不喜歡到摩天輪玩，覺得待在廂座內三十至四十五分鐘浪費時間。

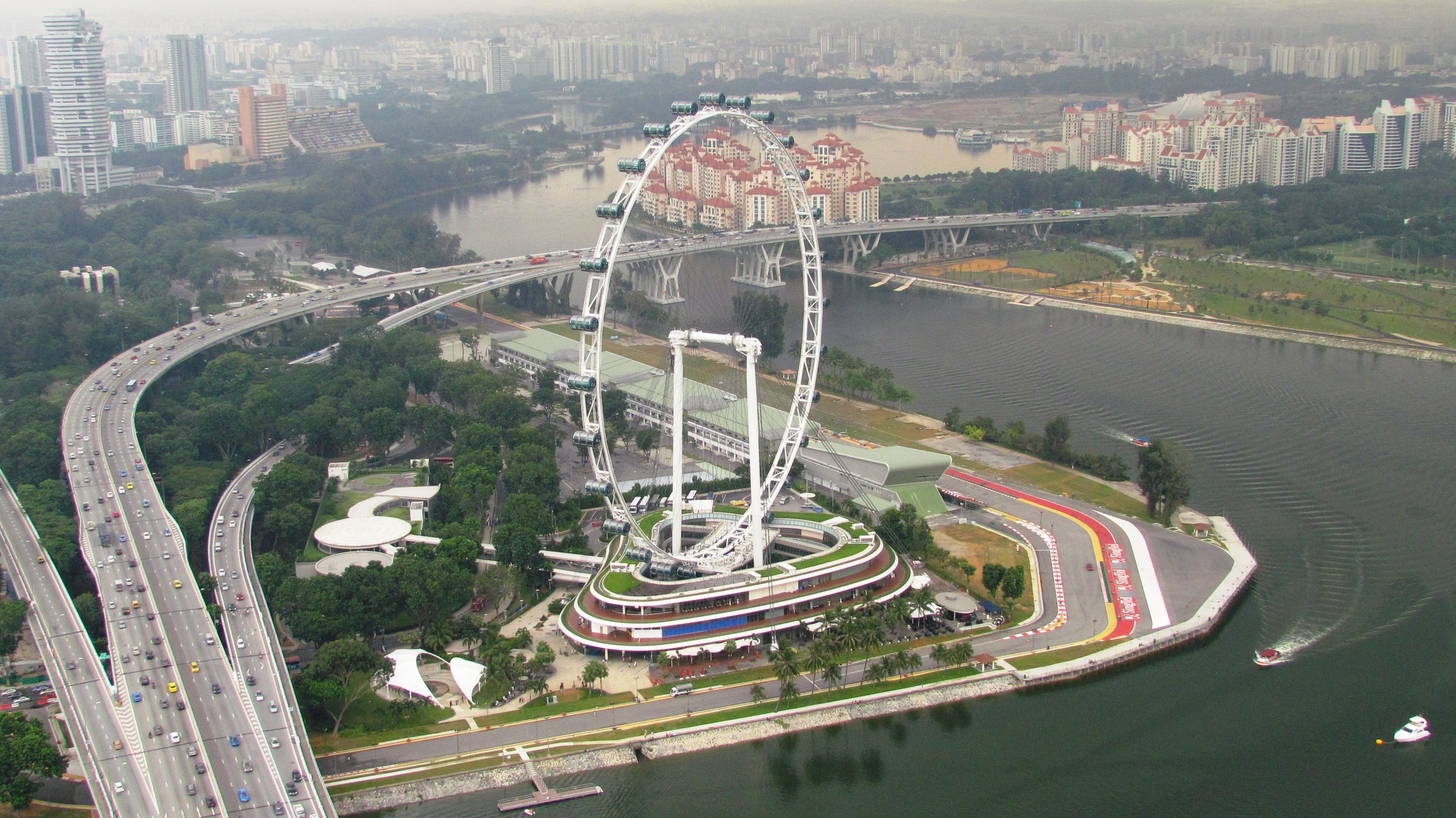
觀景輪

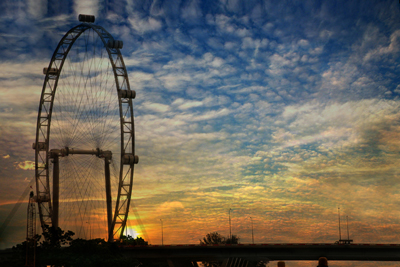
黃昏時分的摩天輪

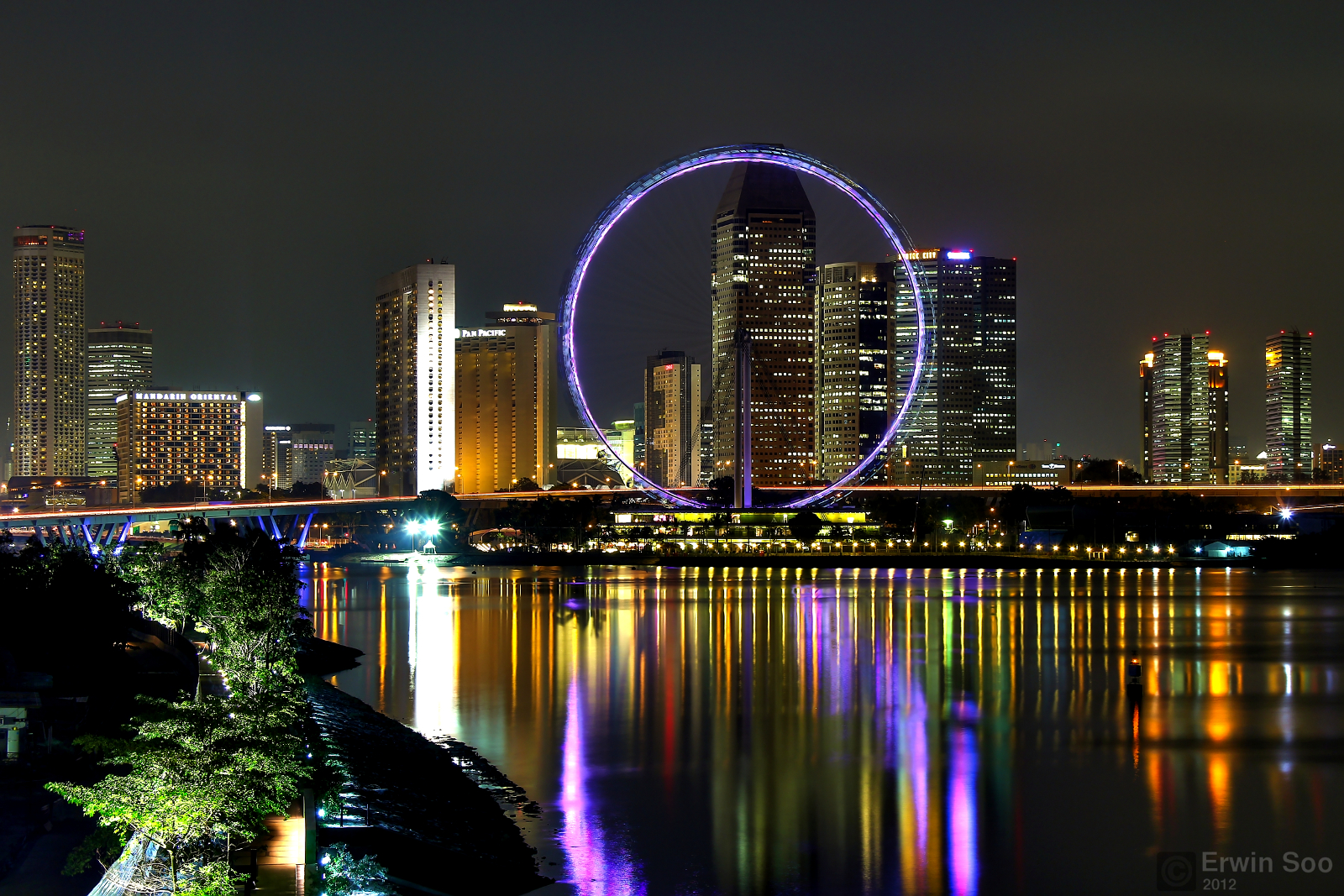
摩天輪的夜景

## 設計
摩天輪的施工面積約16000平方米，整個設施沿濱海灣步行區展開，共佔地33700平方米。摩天輪的設計由奧雅納和三菱重工承擔。輪體直徑150米，旋轉一周約30分鐘時間，輪體上裝28個座艙，每個座艙面積26平方米，可各容納28名乘客，每年的設計最大載客總數達730萬人。
摩天輪之下的三層休閒購物中心提供商業零售餐飲服務，樓頂即是摩天輪的登載平台，周圍毗鄰希臘風格的海濱劇場和碼頭，樓後是40個巴士車位的巴士停車場，亦有行人天橋連接到有300個車位的多層停車場大樓，遊客可通過行人天橋和大樓附近的路段前往地鐵寶門廊站。

## 預期
摩天輪這一新景點預期第一年會吸引約250萬名遊客，門票收入將達到9400萬新幣，為投資者提供約13.4%的收益。預計50%的遊客會來自國外。儘管有人認為這種估計過於樂觀，新加坡旅遊局和投資者卻對此及長期回報有信心。
摩天輪於2008年3月1日投入運行。 

## 競爭
儘管開發商不斷把新加坡摩天輪的高度作為賣點強調，這一紀錄卻面臨多個競爭對手的挑戰。
- 拉斯維加斯計劃建造高182米的「航行者」摩天輪[12]。不過這一計劃嚴重推延，並有可能被取消。
- 北京朝天輪正在北京施工中，預計2009年建成，高度208米，最多能同時容納1920名乘客。朝天輪的高度將超過南昌之星、新加坡摩天輪和倫敦眼，但该项目于2008年即已停工，并未建成，传因信贷问题被接管。[13]

## 門票
以下只列出標準門票(新加坡觀景飛行旅程)價格。
| 成人（13歲以上） | 兒童（3至12歲） | 樂齡（60歲或以上,只限新加坡公民與永久居民） |
| ---------------- | --------------- | ------------------------------------------- |
| S$33.00          | S$21            | S$24                                        |

## 圖庫

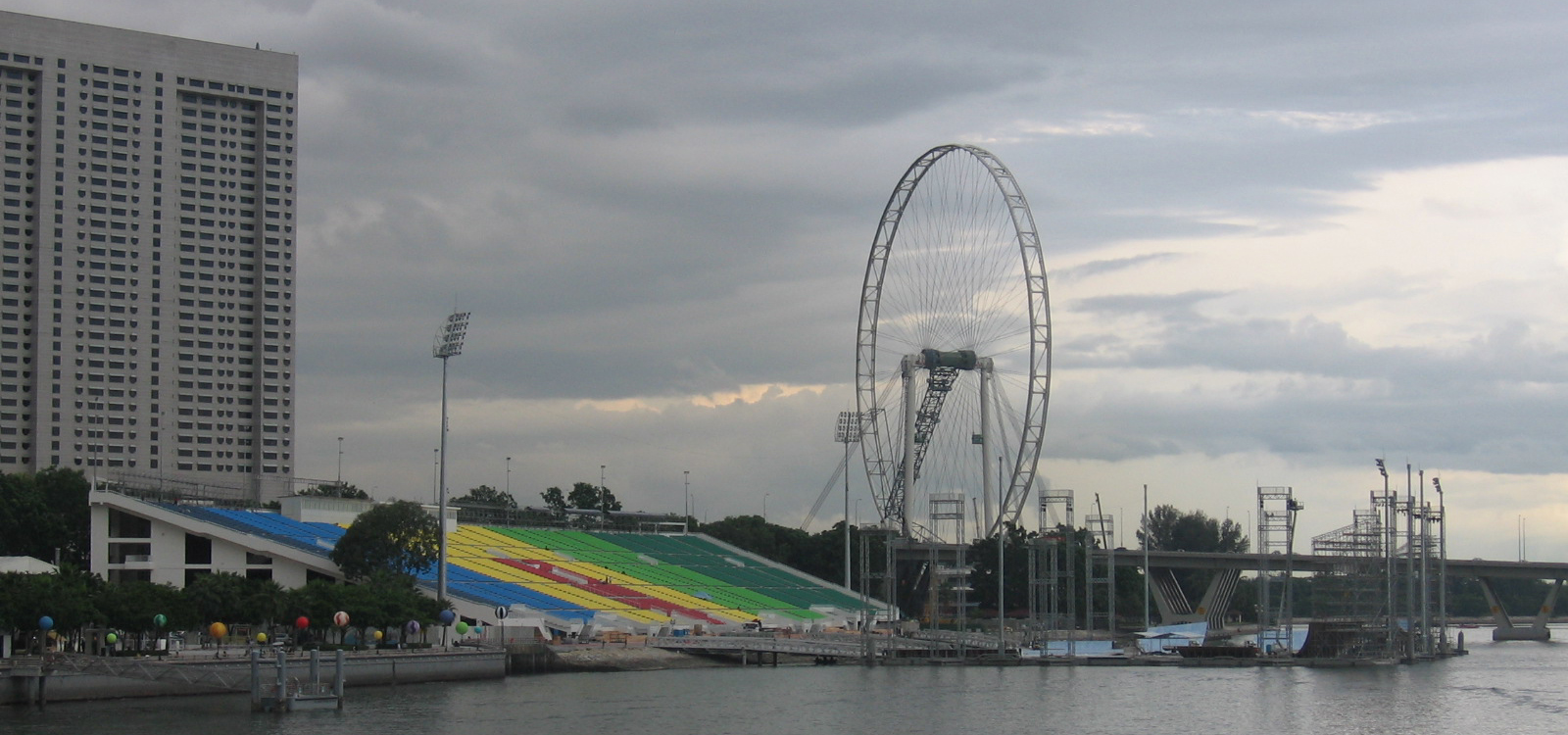
2007年5月從CBD拍攝
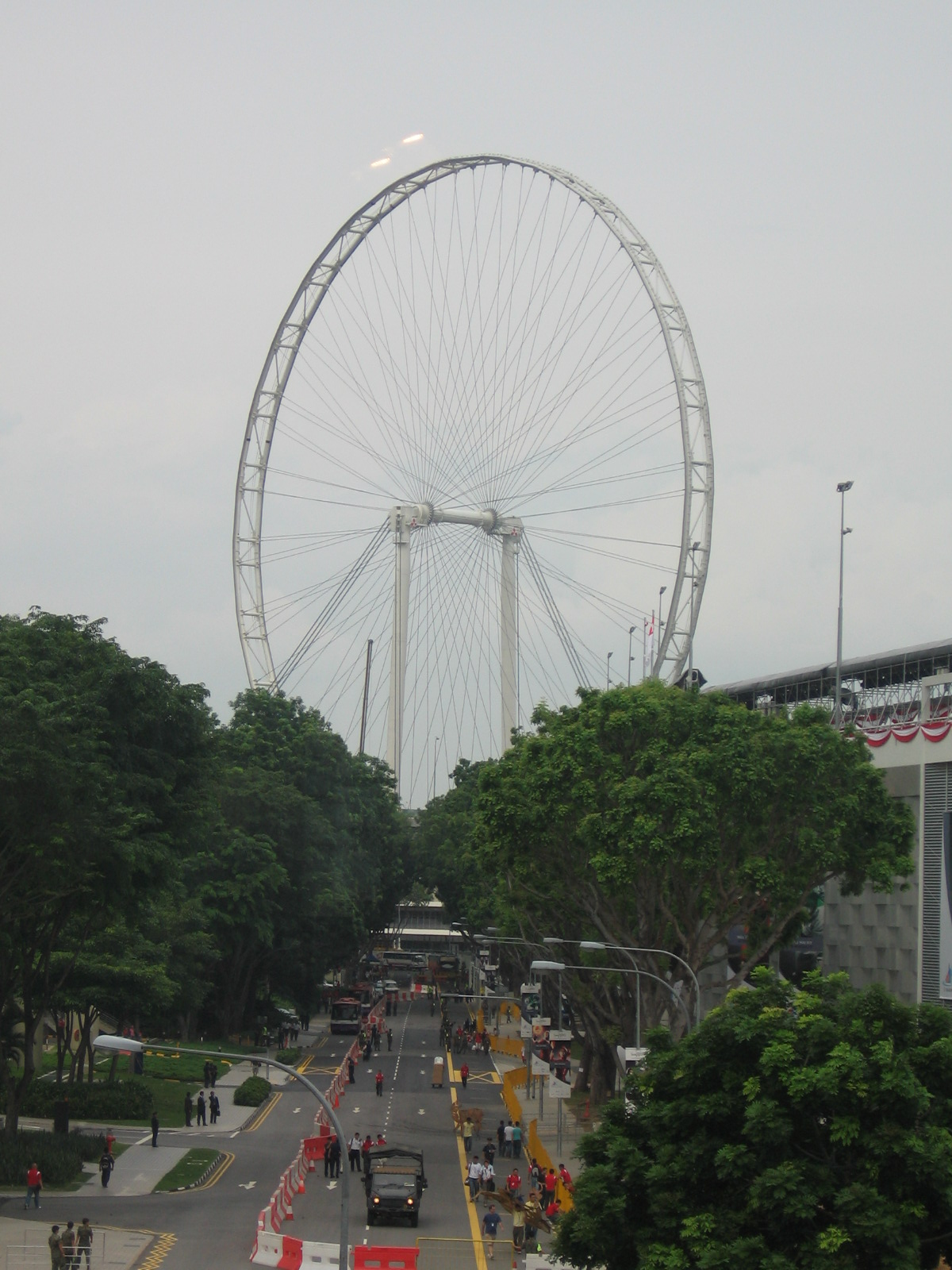
2007年7月14日從萊佛士道拍攝
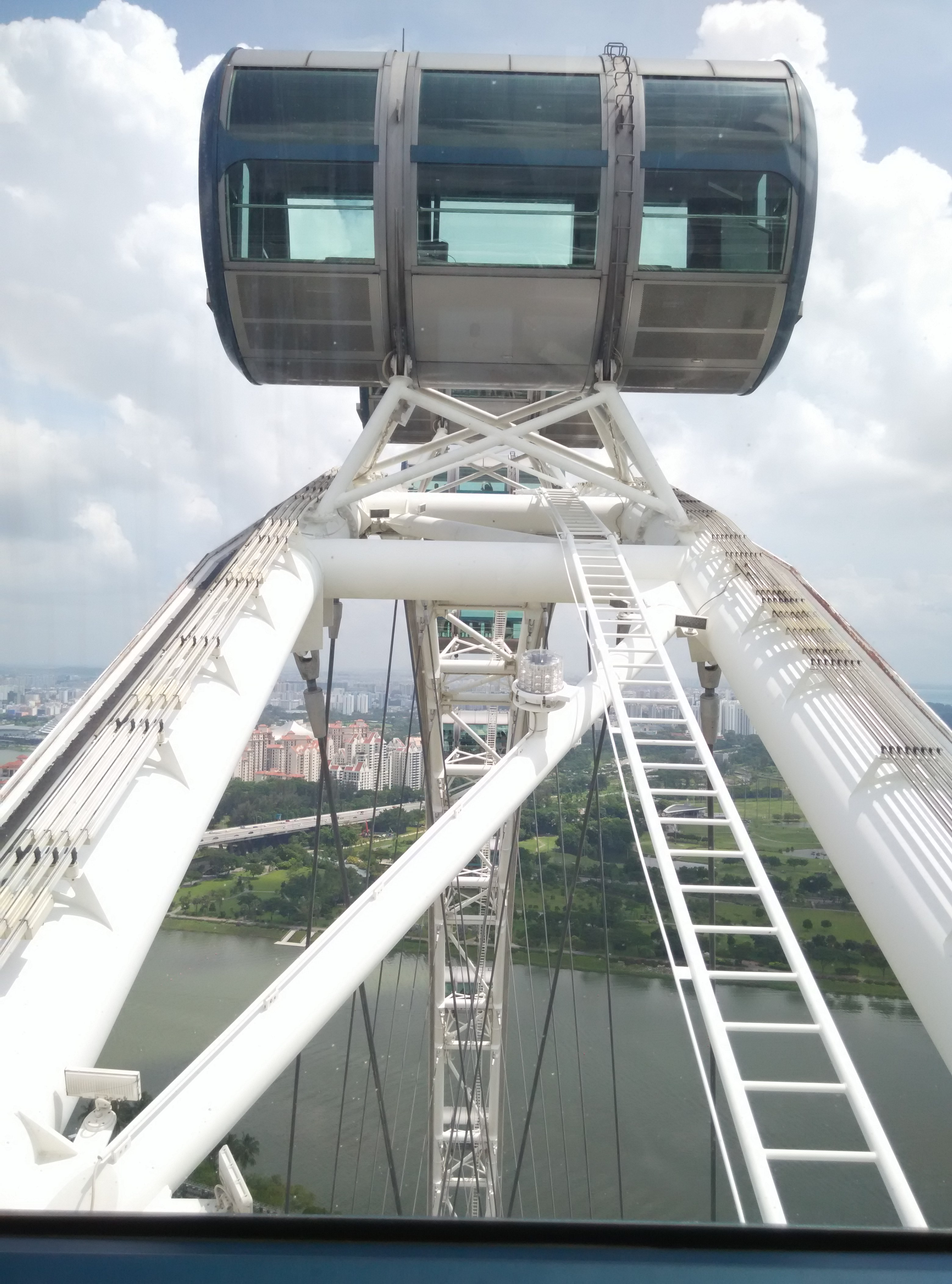
機件結構
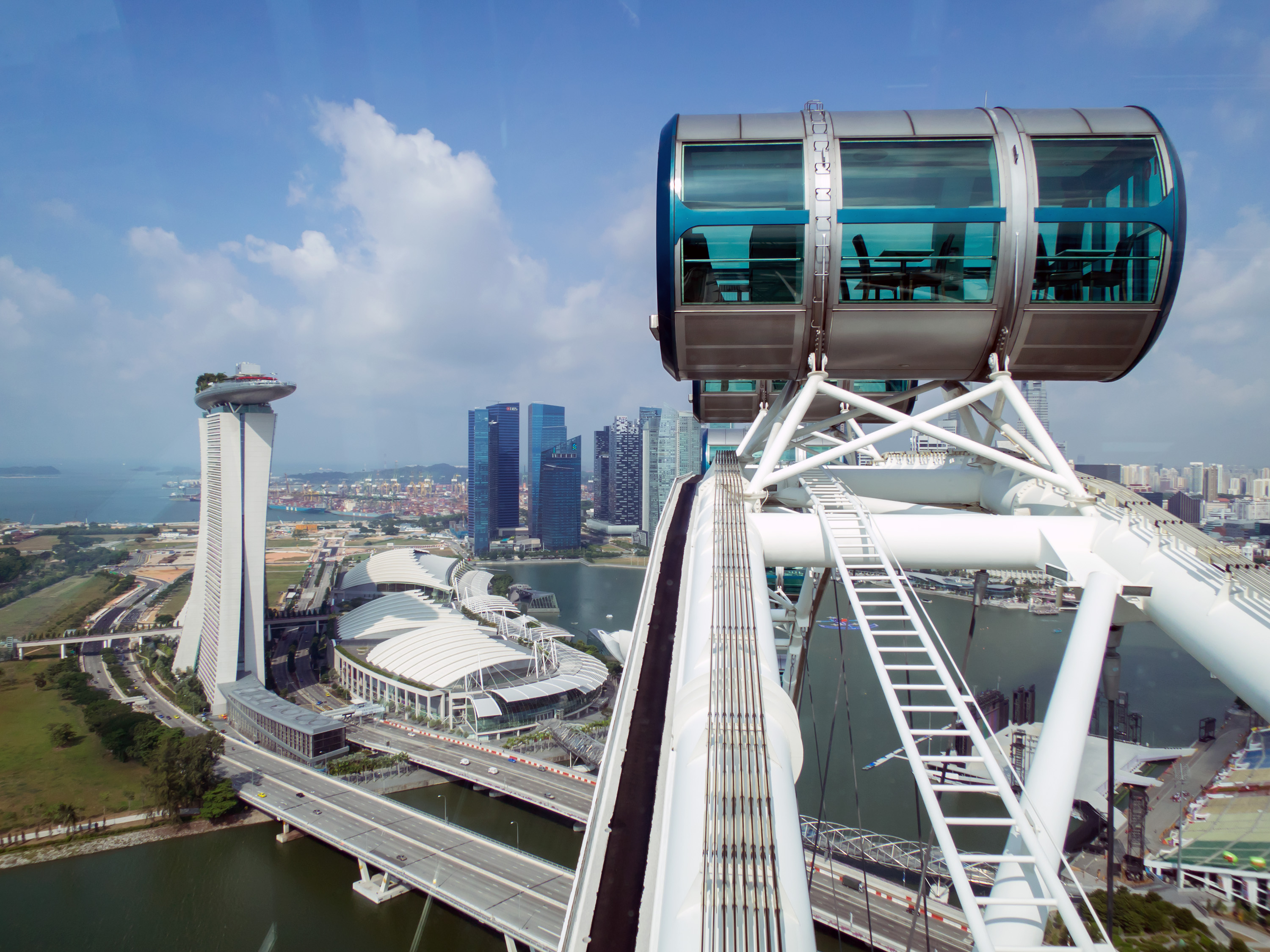
車卡